# Cayaponia tayuya
Cayaponia tayuya är en gurkväxtart som först beskrevs av Vell., och fick sitt nu gällande namn av Célestin Alfred Cogniaux. Cayaponia tayuya ingår i släktet Cayaponia och familjen gurkväxter. Inga underarter finns listade i Catalogue of Life.

## Bildgalleri

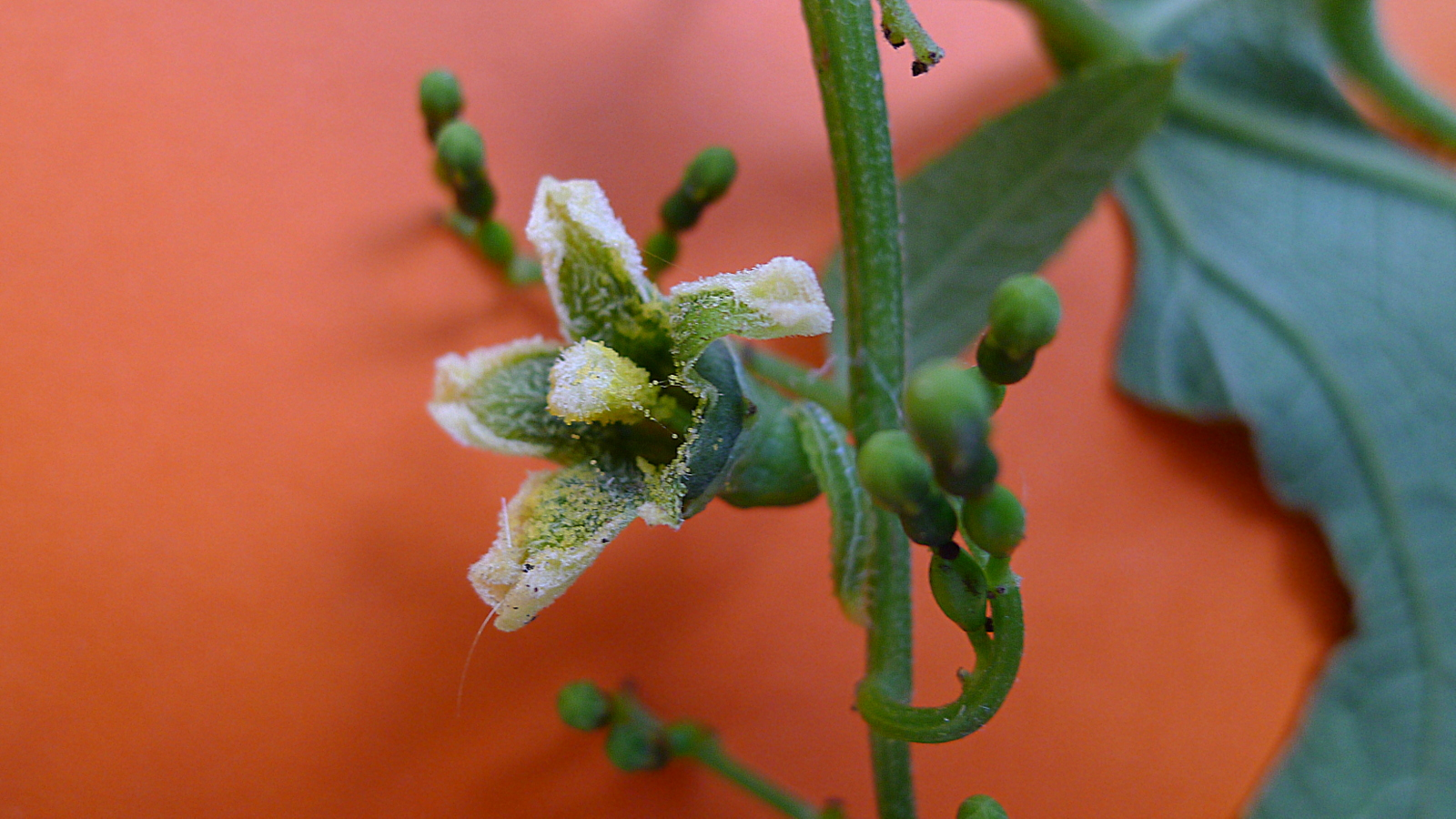
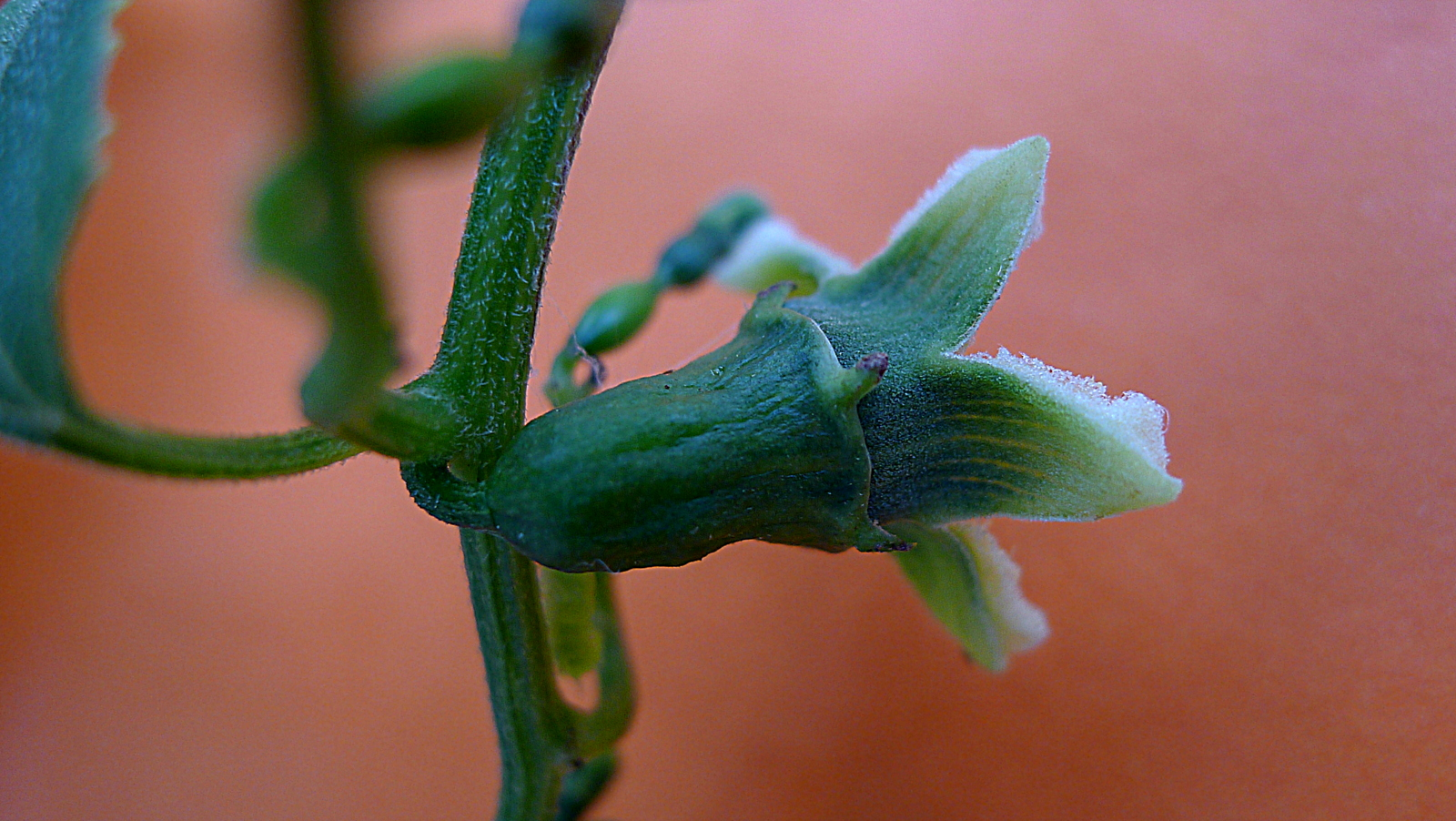
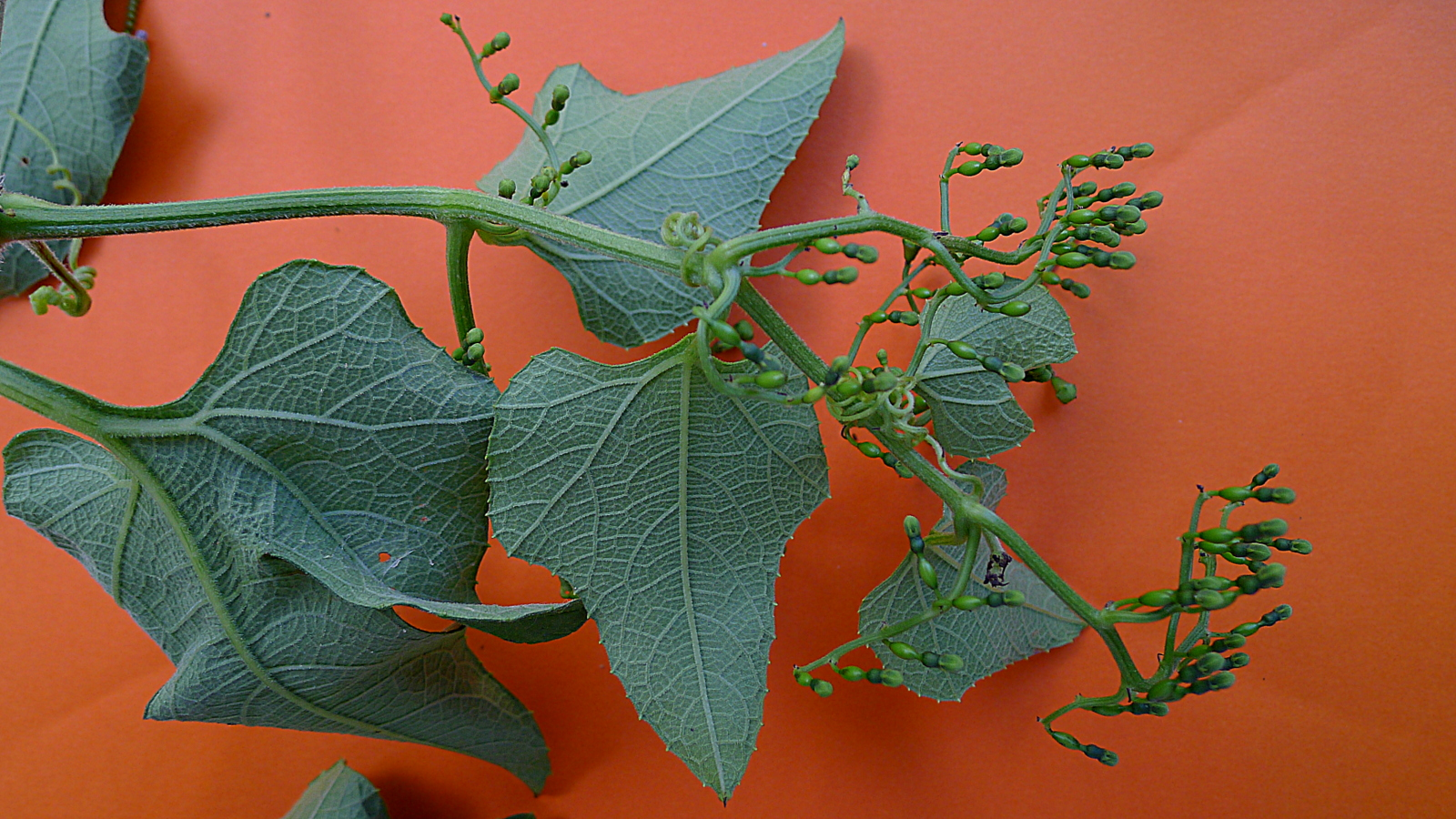
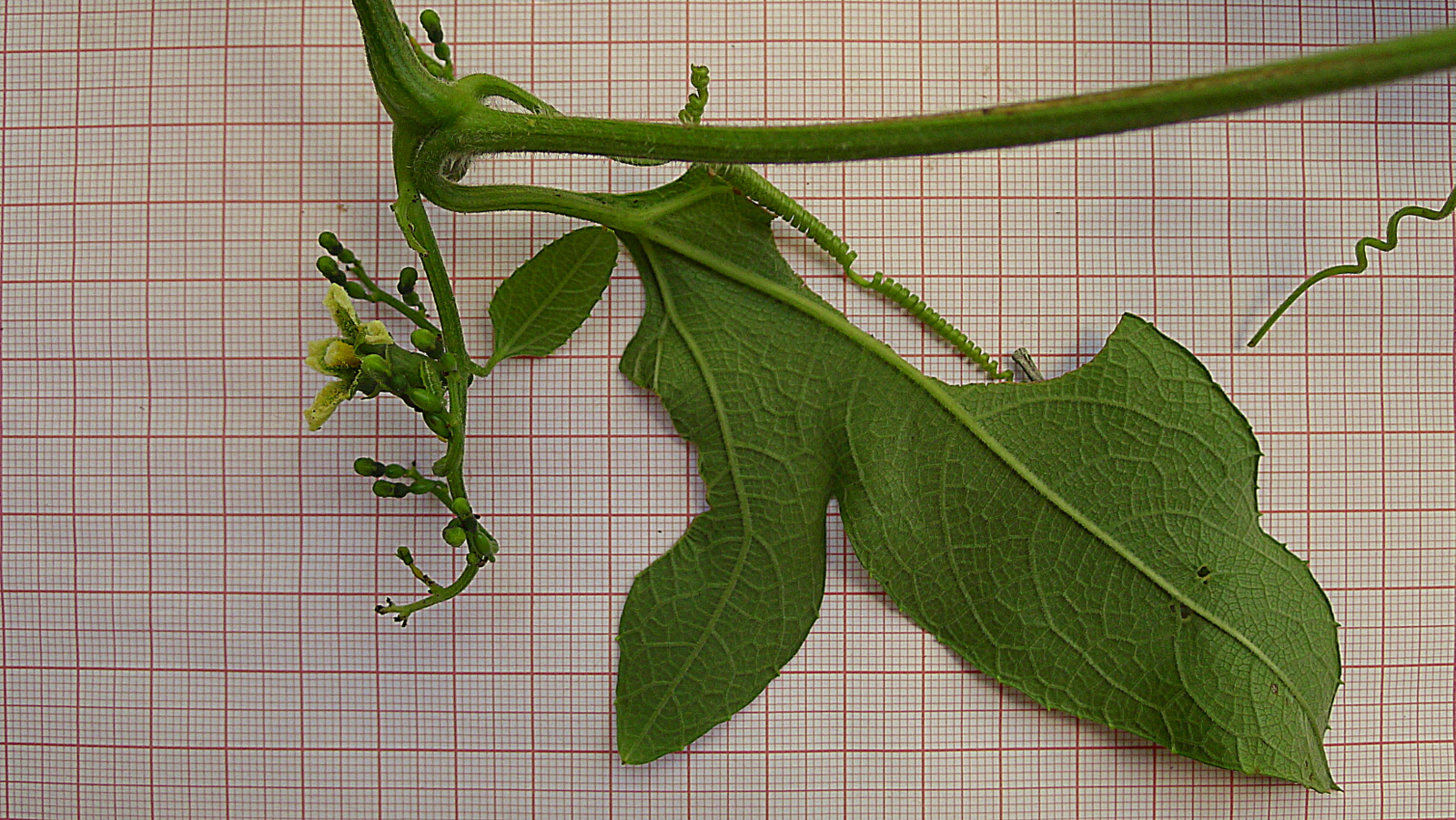
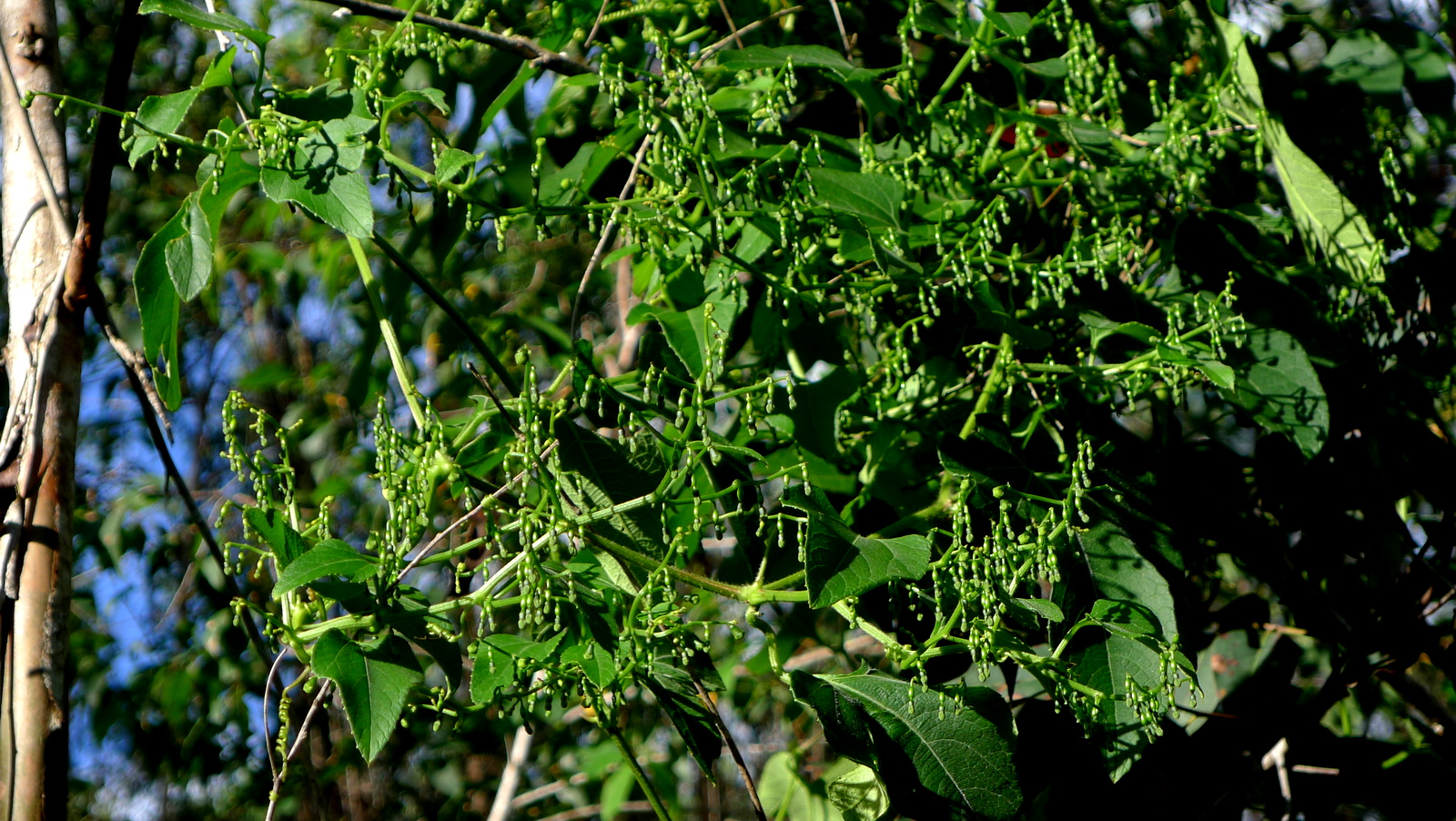
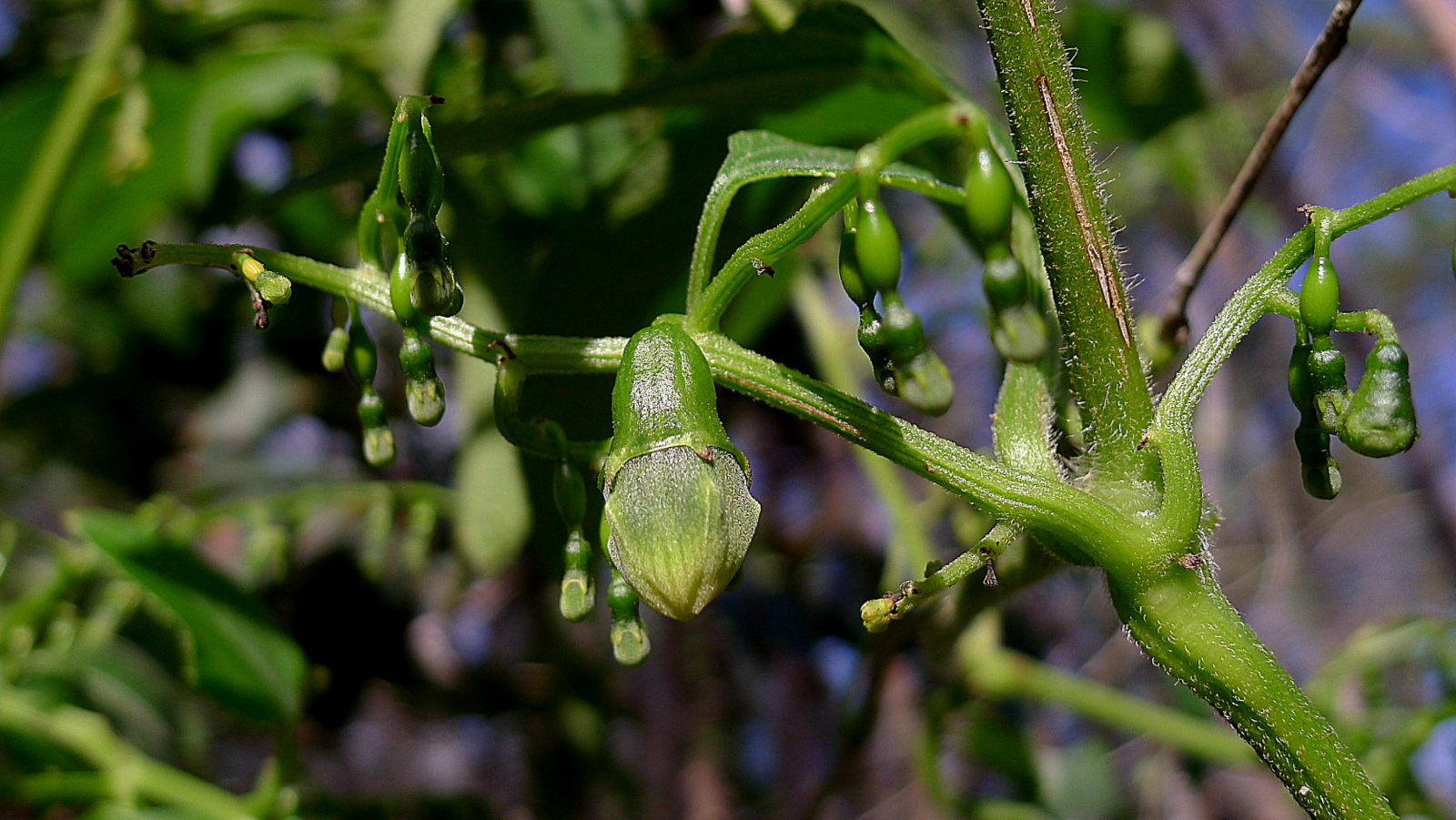